# 10252 Heidigraf
A 10252 Heidigraf (ideiglenes jelöléssel 4164 T-1) a Naprendszer kisbolygóövében található aszteroida. Cornelis Johannes van Houten,  Ingrid van Houten-Groeneveld és Tom Gehrels fedezte fel 1971. március 26-án.